# Asteromorpha rousseaui
Asteromorpha rousseaui is een slangster uit de familie Euryalidae. De wetenschappelijke naam van de soort werd in 1862 als Asteroschema rousseaui gepubliceerd door Hardouin Michelin.

## Synoniemen
- Asteromorpha steenstrupii Lütken, 1869[1]